# Marc Roca Barceló
Marc Roca Barceló  (Barcelona, Cataluña, 21 de enero de 1988) es un jugador de waterpolo español. Disputó los Juegos Olímpicos de Río de Janeiro 2016 con España, obteniendo un séptimo puesto y diploma olímpico.

## Participaciones en Juegos Olímpicos
- Río de Janeiro 2016, puesto 7.